# Beatrice Utondu
Beatrice Utondu-Okoye, nigerijska atletinja, * 23. november 1969, Nigerija.
Nastopila je na olimpijskih igrah leta 1992 ter osvojila bronasto medaljo v štafeti 4×100 m, v teku na 100 m se je uvrstila v polfinale. Na afriških prvenstvih je osvojila dva naslova prvakinje v štafeti 4x100 m in enega v teku na 100 m ter srebrni medalji v skoku v daljino, na igrah Skupnosti narodov pa srebrno medaljo v skoku v daljino in bronasto v štafeti 4x100 m.